# Nikolaus Simonis
Nikolaus Simonis, O.Praem, (* um 1590 in Kaifenheim; † 13. Dezember 1654 in Koblenz) war ein Abt der Abtei Rommersdorf.

## Leben
Nach seinem Eintritt in den Prämonstratenserorden studierte er in Rom. Von 1641 bis 1645 war er Pfarrer in der Gemeinde Sankt Sebastian (am Rhein). Nach dem Tod des Vorgängerabts Caspar Schild (Schilt) am 23. Mai 1645 wurde Nikolaus Simonis am 19. Juni 1645 zum 50. Abt der Abtei Rommersdorf gewählt. Am 15. Dezember 1645 erteilte der Erzbischof von Trier Christoph von Sötern seinem Generalvikar Otto von Senheim den Auftrag, dem gewählten Rommersdorfer Abt die Benediktion zu erteilen. Nikolaus Simonis blieb bis zu seinem Tod im Jahr 1654 Abt in Rommersdorf. Begraben wurde er im Sanctuarium.